# 程少云
程少云（1969年—），湖北鄂州人，汉族，中华人民共和国政治人物、第十二届全国人民代表大会湖北地区代表。
毕业于南京大学历史专业。加入中国民主建国会。2013年，担任全国人大代表。